# 구니모토 다카히로
구니모토 다카히로(일본어: 邦本 宜裕, 1997년 10월 8일 ~ )는 일본의 축구 선수로 현재 중국 갑급리그의 랴오닝 톄런에서 공격형 미드필더로 활동 중이며 K리그 등록명은 쿠니모토였다.

## 클럽 경력
우라와 레드 다이아몬즈의 유스 팀에서 축구 커리어를 시작했다. 2013년 10월 18일에 열린 몬테디오 야마가타와의 일왕배 경기에서 공식 경기 첫 출전을 기록했으며 이 경기에서 득점을 기록했다.
2015시즌을 앞두고 고향 팀 아비스파 후쿠오카에서 프로 커리어를 시작했다. 2015시즌에는 J3리그에 참여하는 J리그 U-22 선발팀에 차출되어 활약하기도 했다. 2015년 3월 21일에 열린 레노파 야마구치와의 J3리그에서 프로 데뷔전을 치렀다. 2016년 5월 21일에 열린 가시와 레이솔과의 경기에서 J리그 데뷔골을 기록했다. 하지만 사생활 문제 때문에 2017년 5월, 후쿠오카와의 계약이 해지되었다.
7개월간의 무적 생활 이후 2018년 1월 K리그1의 경남 FC로 이적했다. 이후 경남의 감독인 김종부 감독의 손을 거치며 성장했다. 2018년 3월 10일 제주 유나이티드 FC와의 경기에서 K리그 데뷔 골을 기록했다. 2018년 8월 5일 전북 현대 모터스와의 경기에서 네게바의 패스를 결승골로 연결해 팀의 1-0 승리에 일조했다. 2018시즌 리그에서 35경기 출전 5골 2도움을 기록하며 팀의 K리그1 준우승에 기여했다.
2019시즌을 마감한 후 전북 현대 모터스로 이적했다. 2020년 6월 28일에 열린 울산 현대와의 경기에서 전북 이적 이후 첫 골을 기록했다.
2022 시즌 중, 음주운전 사실이 드러났으며 이로 인해 2022년 7월 13일, 전북과의 계약을 해지하였다.

## 수상

### 팀

#### 전북 현대 모터스
- K리그1 우승: 2020, 2021